# 圣母教堂 (莱顿)
圣母教堂（荷兰文现名Vrouwekerk，即英文"Lady's Church"，或称Vrouwenkerk ，即英文"Ladies' Church"，起初荷兰文名为Onze-Lieve-Vrouwekerk，即英文"Church of Our Lady"，中文“圣母教堂”）是荷兰莱顿的一座14世纪教堂。17世纪早期，该教堂当时是此后离开莱顿前往普利茅斯殖民地的清教徒前辈移民（Pilgrims）和后来第一批前往曼哈顿的殖民者常去的教堂。
这座哥特式教堂的废墟位于布尔哈夫博物馆对面的Vrouwenkerkhof广场，这广场在商业街Haarlemmerstraat的北面。从Haarlemmerstraat通向Vrouwenkerkhof的名为Vrouwenkerksteeg的小巷也是以该教堂命名的。该教堂是荷兰国家古迹（rijksmonument）。 2008-2009年该教堂废墟经过了整修。
卡罗卢斯·克卢修斯（Carolus Clusius）和约瑟夫·尤斯图斯·斯卡利杰（Joseph Justus Scaliger）都曾葬在该教堂。

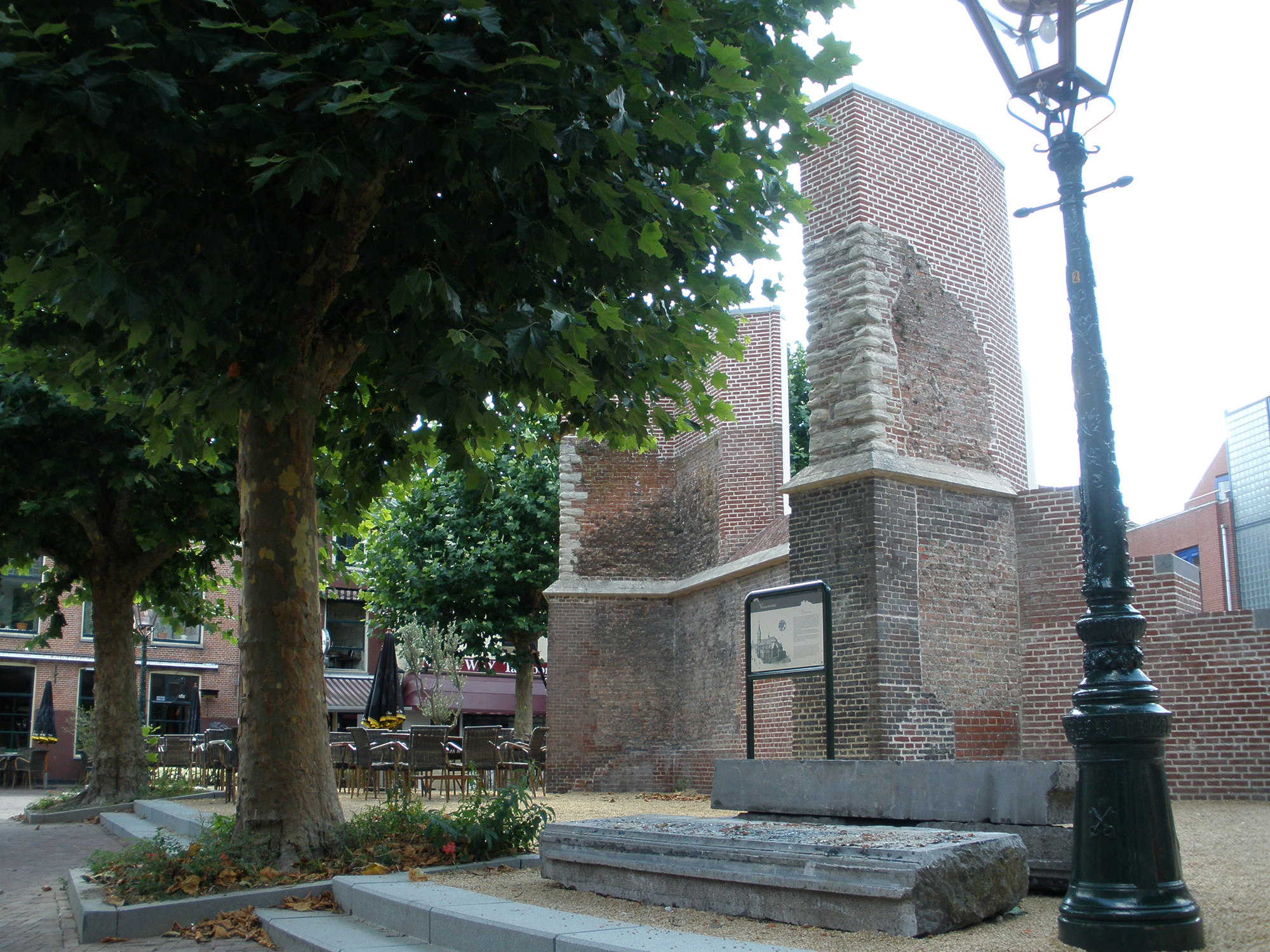
Vrouwenkerkhof square with the remains of the Vrouwekerk

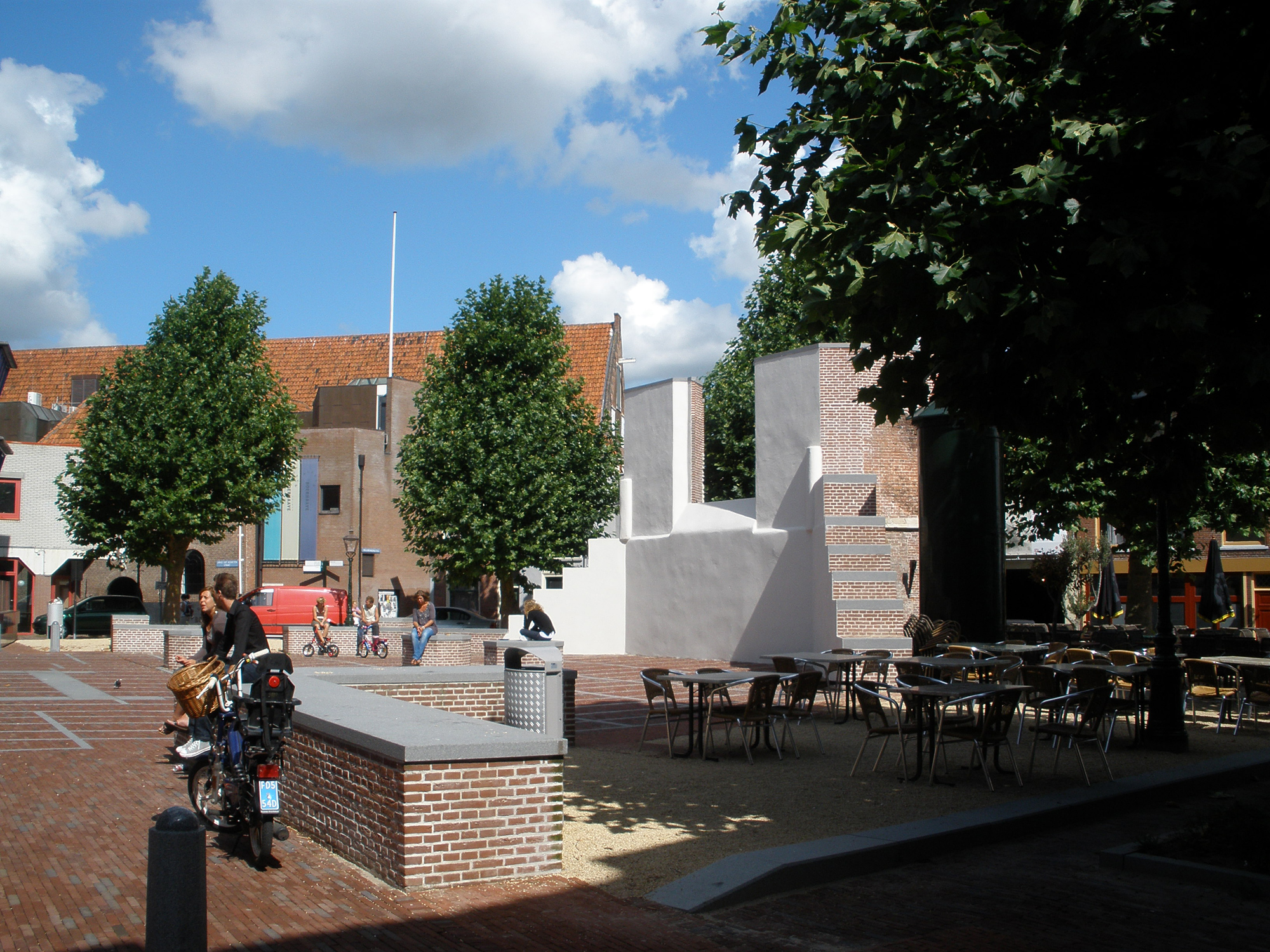
Vrouwenkerkhof square with the remains of the Vrouwekerk

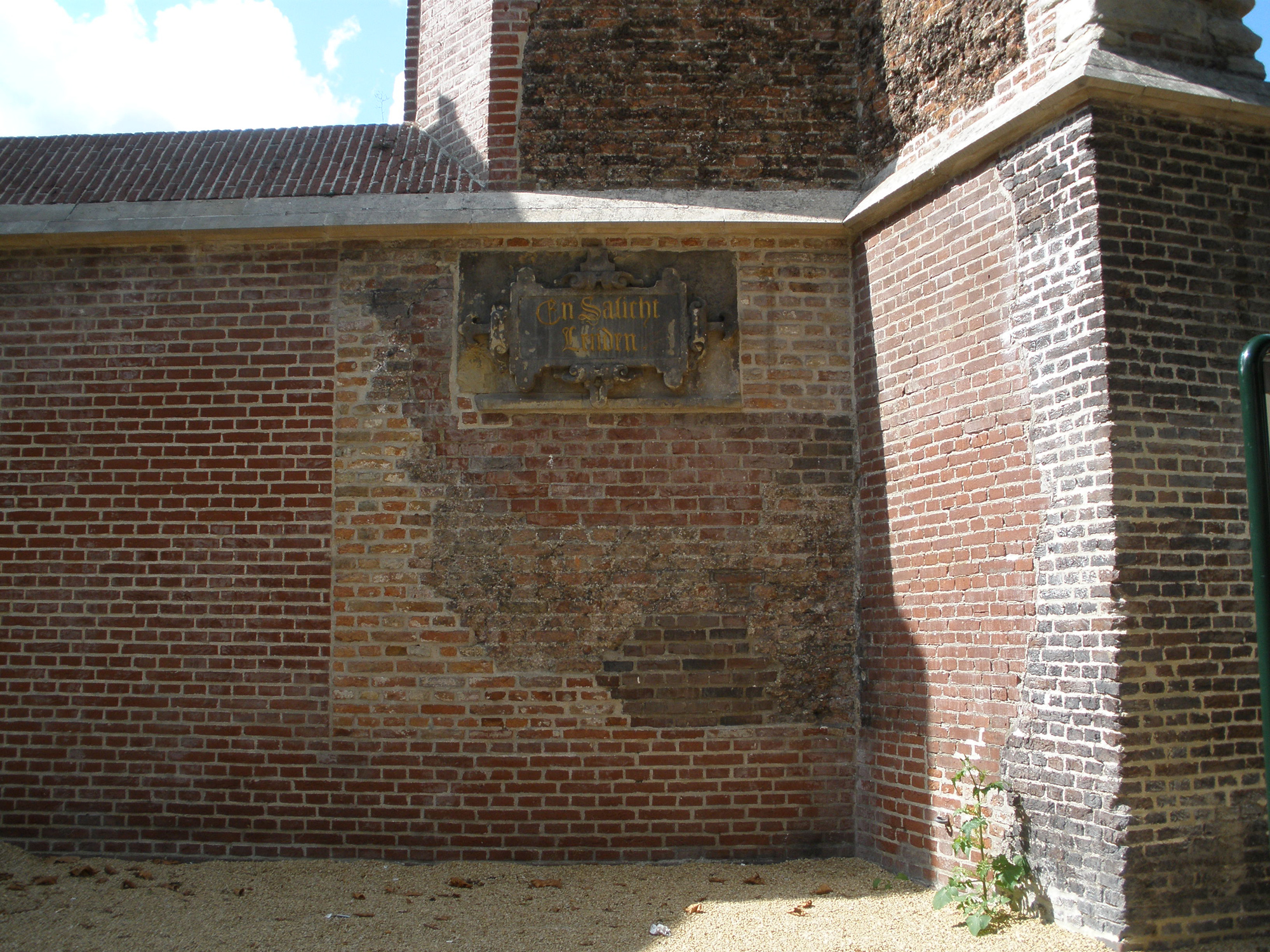
Remains of the Vrouwekerk; note the inscription En Salicht Leiden ("A blessed Leiden")